# Liste der Gemeindeverbände im Département Nièvre
Das Département Nièvre liegt in der Region Bourgogne-Franche-Comté in Frankreich. Es untergliedert sich in 13 Gemeindeverbände.
Siehe auch: Liste der Gemeinden im Département Nièvre

## Gemeindeverbände

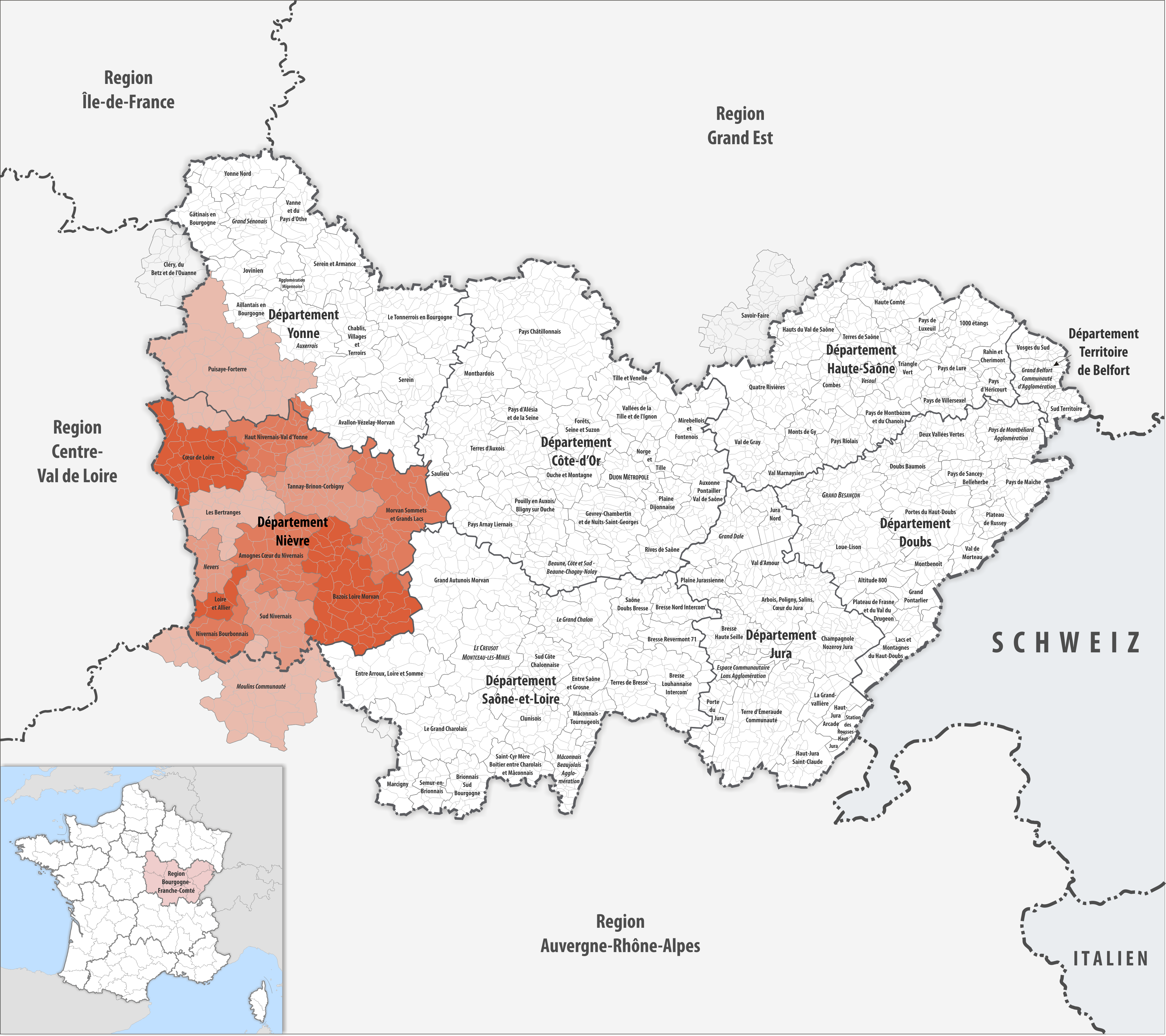
Gemeindeverbände im Département Nièvre

| Gemeindeverband               | Gemeinden im Départ./Verband | Einwohner 1. Januar 2022 | Fläche km² | Dichte Einw./km² | SIREN- Nummer | Rechtsform                 | Gründungsdatum    |
| ----------------------------- | ---------------------------- | ------------------------ | ---------- | ---------------- | ------------- | -------------------------- | ----------------- |
| Amognes Cœur du Nivernais     | 28/28                        | 8.527                    | 646,86     | 13               | 200 067 908   | Communauté de communes     | 17. November 2016 |
| Bazois Loire Morvan           | 46/46                        | 15.029                   | 1.209,01   | 12               | 200 067 882   | Communauté de communes     | 17. November 2016 |
| Cœur de Loire                 | 30/30                        | 25.204                   | 716,33     | 35               | 200 067 916   | Communauté de communes     | 17. November 2016 |
| Haut Nivernais-Val d’Yonne    | 26/30                        | 11.845                   | 501,49     | 24               | 200 067 429   | Communauté de communes     | 14. November 2016 |
| Les Bertranges                | 31/32                        | 19.625                   | 589,99     | 33               | 200 068 088   | Communauté de communes     | 18. November 2016 |
| Loire et Allier               | 5/5                          | 4.978                    | 164,49     | 30               | 245 801 063   | Communauté de communes     | 31. Dezember 1993 |
| Morvan Sommets et Grands Lacs | 34/34                        | 12.039                   | 959,31     | 13               | 200 067 890   | Communauté de communes     | 17. November 2016 |
| Moulins Communauté            | 2/44                         | 64.246                   | 1.336,16   | 48               | 200 071 140   | Communauté d’agglomération | 5. Dezember 2016  |
| Nevers                        | 14/14                        | 67.408                   | 266,43     | 253              | 245 804 406   | Communauté d’agglomération | 31. Dezember 2002 |
| Nivernais Bourbonnais         | 9/9                          | 5.176                    | 291,12     | 18               | 245 804 497   | Communauté de communes     | 21. Dezember 1999 |
| Puisaye-Forterre              | 6/58                         | 33.562                   | 1.753,78   | 19               | 200 067 130   | Communauté de communes     | 25. Oktober 2016  |
| Sud Nivernais                 | 20/20                        | 19.771                   | 527,23     | 37               | 200 067 700   | Communauté de communes     | 14. November 2016 |
| Tannay-Brinon-Corbigny        | 58/58                        | 9.394                    | 760,32     | 12               | 200 067 692   | Communauté de communes     | 14. November 2016 |